# Big Water
Big Water (Agua Grande en inglés) es una población en el condado de Kane, estado de Utah, Estados Unidos. Según el censo de 2000 la población era de 417 habitantes, con un aumento modesto sobre 1990, cuando tenía 326 habitantes. Está localizado a 17 millas al norte de Page, junto a la carretera US 89, cerca del Lago Powell y la Presa de Glen Canyon (Glen Canyon Dam). Al principio lo llamaron Glen Canyon City y en ella estaban las casas de los trabajadores que construyeron la presa en los años 1950. Big Water fue noticia en los años 1980 como una colonia polígama del clan de Joseph. Alex Joseph fue investigado después de que las acusaciones de delitos financieros sobre el activo municipal. Hoy, varias de las antiguas esposas viven todavía allí.

## Geografía
Big Water está localizado en las coordenadas 37°4′47″N 111°39′29″O / 37.07972, -111.65806.
Según la oficina del censo de Estados Unidos, la población tiene una área total de 15,7 km². No tiene superficie cubierta de agua.

## Demografía
Según el censo de 2000, había 417 habitantes, 171 casas y 117 familias residían en la ciudad. La densidad de población era 26,5 habitantes/km². Había 264 unidades de alojamiento con una densidad media de 16,8 unidades/km².
La máscara racial de la ciudad era 94,00% blanco, 2,88% indio americano, 0,24% asiático, 0,48% de las islas del Pacífico, 1,20% de otras razas y 1,20% de dos o más razas. Los hispanos o latinos de cualquier raza eran el 5,28% de la población.
Había 171 casas, de las cuales el 32,2% tenía niños menores de 18 años, el 52,6% eran matrimonios, el 12,3% tenía un cabeza de familia femenino sin marido, y el 31,0% no son familia. El 26,3% de todas las casas tenían un único residente y el 5,8% tenía sólo residentes mayores de 65 años. El promedio de habitantes por hogar era de 2,44 y el tamaño medio de familia era de 2,97.
El 28,5% de los residentes es menor de 18 años, el 6,5% tiene edades entre los 18 y 24 años, el 25,9% entre los 25 y 44, el 31,2% entre los 45 y 64, y el 7,9% tiene 65 años o más. La media de edad es 39 años. Por cada 100 mujeres había 103,4 hombres. Por cada 100 mujeres de 18 años o más, había 106,9 hombres.
El ingreso medio por casa en la ciudad era de 20.278$, y el ingreso medio para una familia era de 37.917$. Los hombres tenían un ingreso medio de 29.091$ contra 17.917$ de las mujeres. Los ingresos per cápita para la ciudad eran de 15.026$. Aproximadamente el 11,0% de las familias y el 14,5% de la población está por debajo del nivel de pobreza, incluyendo el 16,1% de menores de 18 años y el 22,2% de mayores de 65.